# Feinde – Die Geschichte einer Liebe
Feinde – Die Geschichte einer Liebe ist ein US-amerikanisches Filmdrama von Paul Mazursky aus dem Jahr 1989. Das Drehbuch beruht auf dem gleichnamigen Roman von Isaac Bashevis Singer und übernimmt dabei viele der Dialoge wörtlich aus der Romanvorlage. Der Film über einen Holocaust-Überlebenden war bei der Oscarverleihung 1990 dreimal nominiert, konnte aber keinen Preis gewinnen.

## Handlung
Das polnische Dienstmädchen Yadwiga versteckte den Juden Herman Broder drei Jahre lang vor den Nazis und rettete ihm damit das Leben. Nach dem Ende des Zweiten Weltkrieges emigriert Broder nach Amerika und nimmt Yadwiga aus Dankbarkeit mit. Broder und Yadwiga beziehen eine Wohnung in Brooklyn. Er beginnt, als Ghostwriter für den erfolgreichen Rabbi Lembeck zu arbeiten. Er glaubt, seine Ehefrau Tamara und seine beiden Kinder seien im Holocaust ermordet worden, heiratet Yadwiga und hat neben seiner Ehe eine Affäre mit der Jüdin Masha. Diese lebt von ihrem Ehemann Leon getrennt und wohnt mit ihrer Mutter in der Bronx. Broder liebt Masha im Gegensatz zu Yadwiga leidenschaftlich. Dann erfährt er eines Tages, dass seine totgeglaubte Frau noch lebt und in New York ist. Broder trifft sich mit Tamara und beichtet die Ehe mit Yadwiga und die Affäre mit Masha. Tamara würde in eine Scheidung einwilligen, durch die schrecklichen Erlebnisse im Krieg kann sie sich nicht vorstellen, jemals wieder mit einem Mann zusammenzuleben. In aller Heimlichkeit jongliert Broder, der zu schwach ist, um sich von einer Frau zu trennen und eigentlich alle drei Frauen behalten möchte, mit drei Beziehungen. Die Situation spitzt sich zu, als Masha glaubt, dass sie schwanger ist und auch Yadwiga ein Kind von Broder erwartet. Masha fürchtet sich vor einer Abtreibung und möchte auch ihre strenggläubige Mutter nicht verletzen. Sie drängt Broder zur Heirat, lässt sich von ihrem Mann scheiden und findet einen Rabbi, der die Trauung vornimmt, ohne viele Fragen zu stellen. Broder ist nun mit drei Frauen verheiratet. Nach einigen Wochen Ehe mit Masha stellt sich heraus, dass sich diese die Schwangerschaft nur eingebildet hat. Währenddessen ist Yadwiga zum Judentum konvertiert. Als es Probleme mit einem Manuskript gibt, trifft sich Broder mit Rabbi Lembeck in Mashas Wohnung, um dort eilige Korrekturen zu besprechen. Masha gefällt dem Rabbi sehr gut und das Paar wird zu einer Party des Rabbis eingeladen. Dort treffen sie auf Nathan Pescheles, der zufällig alle drei Frauen kennengelernt hat und von Broders Viereckbeziehung weiß. Pescheles verrät Masha, dass Broder bereits mit zwei anderen Frauen verheiratet ist, und Masha verlässt daraufhin Herman. Nach einigen Wochen meldet sich Masha wieder bei Broder. Sie will mit ihm nach Florida oder Kalifornien durchbrennen. Noch in der gleichen Nacht verlässt Broder die hochschwangere Yadwiga. Die Flucht wird aber durch den plötzlichen Tod von Mashas Mutter verhindert. Masha und Broder haben kein Geld, um die Beerdigung von Mashas Mutter zu bezahlen, der spendable Rabbi Lembeck ist für eine Woche in Florida und kann nicht gefragt werden. Die verzweifelte Masha schlägt vor, eine tödliche Dosis Schlaftabletten zu nehmen und so allen Problemen zu entfliehen. Broder ist mit allem einverstanden. Letztendlich wird aber nur Mashas Leiche in der Wohnung gefunden. Rabbi Lembeck bezahlt Mashas Beerdigung und die ihrer Mutter und kümmert sich um ein Krankenhausbett für Yadwiga. Als diese eine Tochter zur Welt bringt, holt Tamara sie und das Kind in ihre Wohnung. Die Frauen suchen mittels Zeitungsanzeigen nach Herman Broder, aber dieser bleibt verschwunden.

## Kritiken
Das Lexikon des internationalen Films bezeichnet Feinde – Die Geschichte einer Liebe als „hervorragend gespielt“ und „atmosphärisch dicht“. Die Zeitschrift Cinema schrieb über den Film: „Großes Kino. Komisch, traurig und paradox“.

## Auszeichnungen
Feinde – Die Geschichte einer Liebe war bei der Oscarverleihung 1990 in der Kategorie „Bestes adaptiertes Drehbuch“ nominiert. Weitere Nominierungen gab es für Anjelica Huston und Lena Olin, die beide als „Beste Nebendarstellerin“ nominiert waren. Erfolgreicher war der Film bei den New York Film Critics Circle Awards. Olin (Beste Nebendarstellerin) und Mazursky (Beste Regie) gewannen den Preis 1989. Bei den National Society of Film Critics Awards und den Kansas City Film Critics Circle Awards, beide 1990, gewann Huston für ihre Darstellung der Tamara den Preis für die beste Nebendarstellerin.